# گودای (فلسفه ژاپنی)
گودای (انگلیسی: Godai) یا گوگیو ستسو پنج عنصر در تفکر بودایی ژاپنی زمین (چی)، آب (سوئی)، آتش (کا)، باد (فو) و پوچ (ku) هستند. خاستگاه آن از مفهوم بودایی هندی Mahābhūta است که توسط سنت‌های چینی (بودیسم چان)  منتشر و تحت تأثیر قرار گرفت، قبل از جذب، تحت تأثیر قرار گرفتن و پالایش در سنت، فرهنگ، و مذاهب بومی ژاپنی.